# Дримкол
Дримкол (на македонска литературна норма: Дримкол) е историко-географска област в югозападната част на Северна Македония, на границата с Албания. Името на областта произлиза от името на река Дрин (в местния говор Дрим) и турската дума „кол“, отряд войска, стража, жупа.

## Геогафия
Дримколът обхваща селищата на запад от реката Черни Дрин, по източните склонове на планината Ябланица. На юг достига брега на Охридското езеро, на югоизток през Дрин граничи с Малесия, на североизток - с Жупа, а на запад с Голо бърдо.
Разделя се на Горни или Стружки Дримкол на юг и Долни или Дебърски Дримкол на север по реката. Стружкият Дримкол е по-голям и обхваща част от Стружкото поле, а Дебърският е планинско-хълмиста област. През източната част на Дримкол минава пътят Дебър - Струга. На запад от Струга през Кяфасан международен път свързва областта с Албания. В Дримколската клисура на Черни Дрин има два язовира - Глобочица и Дебърското езеро. Край селото Пискупщина е открито въглищно находище с резерв от около 3,5 милиона тона, което е в експлоатация.
В Дримкол има 23 села, от които 16 са в Стружки, а 7 – в Дебърски Дримкол. Главно административно и стопанско средище на Дримкол е Струга. Най-голямо село е Лабунища с 5936 жители (2002), а село Вевчани е самостоятелна община.
Стружки Дримкол: Струга, Боровец, Вевчани , Велеща, Вранища, Вишни, Горна Белица, Долна Белица, Дъбовяни, Заграчани, Калища, Лабунища , Октиси, Подгорци, Радолища, Шум, Ябланица
Дебърски Дримкол: Безово, Дренок, Лакавица, Луково, Модрич, Нерези, Пискупщина
Населението на Дримкол традиционно се състои от българи (македонци), торбеши и албанци (геги и тоски). Главно занимание на дримколци в Стружкото поле е земеделието, а в ябланичките села – животновъдството. Голяма част от населението традиционно ходи на гурбет в чужбина.

## История
През 1903 година войводи на ВМОРО в района са Марко Ябланешки и Цветан Бубекаров. Стружки районен войвода в Дримкол през 1907 година е Марко Жона, 45-годишен със 7 четници, а в Долни Дримкол войвода е Ташко Наумов от Битоля. Нестор Чопов – Дримски е член на ВМОРО и на Дебърския революционен комитет към 1904 година.